# Торговый устав (1653)
Торговый устав — закон, регламентировавший нормы русского торгового права. Был принят в 1653 году по инициативе торговцев, которые подали челобитную царю Алексею Михайловичу. По нему были упразднены существовавшие ранее местные таможенные уставные грамоты, а была введена единая рублёвая пошлина (10 денег с рубля). Особые пошлины сохранялись только на соль (гривна или 20 денег), пушнину и рыбу. Сохранялись также сборы на переправах и гостиных дворах. Иностранные купцы были обязаны платить 12 денег (6 %) при продаже товара в России, а для проезда в глубь страны- ещё 1,5-2 %, для продажи российских товаров за рубежом — 2 %. В Архангельске пошлины для иностранцев были ниже. Устав ввёл единые меры веса, объёма и длины. Продолжал действовать до 1755 года, когда был принят Таможенный устав.